# Fano Adriano
Fano Adriano – miejscowość i gmina we Włoszech, w regionie Abruzja, w prowincji Teramo.
Według danych na rok 2004 gminę zamieszkiwało 395 osób, 11,3 os./km².